# Endochytrium digitatum
Endochytrium digitatum är en svampart som beskrevs av Karling 1938. Endochytrium digitatum ingår i släktet Endochytrium och familjen Endochytriaceae.   Inga underarter finns listade i Catalogue of Life.